# کالتنتال
کالتنتال (به آلمانی: Kaltental) یک شهر در آلمان است که در استالگوی واقع شده‌است.